# Samarbejdsprincippet
Samarbejdsprincippet (engelsk: The Cooperative Principle) er opfundet af den engelske filosof og sprogforsker Herbert Paul Grice (13. marts 1913 – 28. august 1988). 

Terminologien henviser til vores måde at bruge sproget på, og siger at modtageren af en meddelelse altid vil prøve at forstå, det afsender siger. Dette er fundamentalt for al sprogbrug. 

På denne baggrund etablerer Grice sin teori om implikatur, der forklarer hvordan modtager er i stand til at forstå hvad afsender mener.